# SoftBank 731SC
SoftBank 731SC（ソフトバンク ななさんいちエスシー ）は韓国のサムスン電子が開発したW-CDMA通信方式の第3世代携帯電話。ソフトバンクモバイルの販売店舗で取り扱われた。

## 特徴
電話料金先払いのプリモバイル型として発売されたSoftBank 730SCの後継機。当初は通常支払い用機種として販売されたが、のちにプリモバイル型も登場した。
3G ハイスピード対応、PCサイトブラウザ搭載、microSDHCスロットの追加などの性能向上が図られている。
730SCとは異なりACアダプタは別売（730SC付属充電器の使用も可能）。

## 主な機能・サービス
| 主な対応サービス         | 主な対応サービス              | 主な対応サービス       |
| ------------------------ | ----------------------------- | ---------------------- |
| S!一斉トーク             | S!ともだち状況                | Yahoo!mocoa            |
| S!ループ                 | S!タウン                      | S!速報ニュース         |
| S!情報チャンネル         | S!FeliCa                      | PCサイトブラウザ       |
| 電子コミック             | S!アプリ                      | 着うたフル／着うた     |
| デコレメール             | S!電話帳バックアップ          | PCメール               |
| コンテンツおすすめメール | TVコール                      | 世界対応ケータイ       |
| S!GPSナビ                | デルモジ表示 （アニメビュー） | ワンセグ               |
| 3Gハイスピード           | S!おなじみ操作                | ダブルナンバー         |
| 着デコ                   | きせかえアレンジ              | ミュージックプレイヤー |
| 安心遠隔ロック           | モバイルウィジェット          |                        |

## 歴史
- 2009年1月29日 - ソフトバンクモバイルより公式発表